# Filialkirche Tibitsch

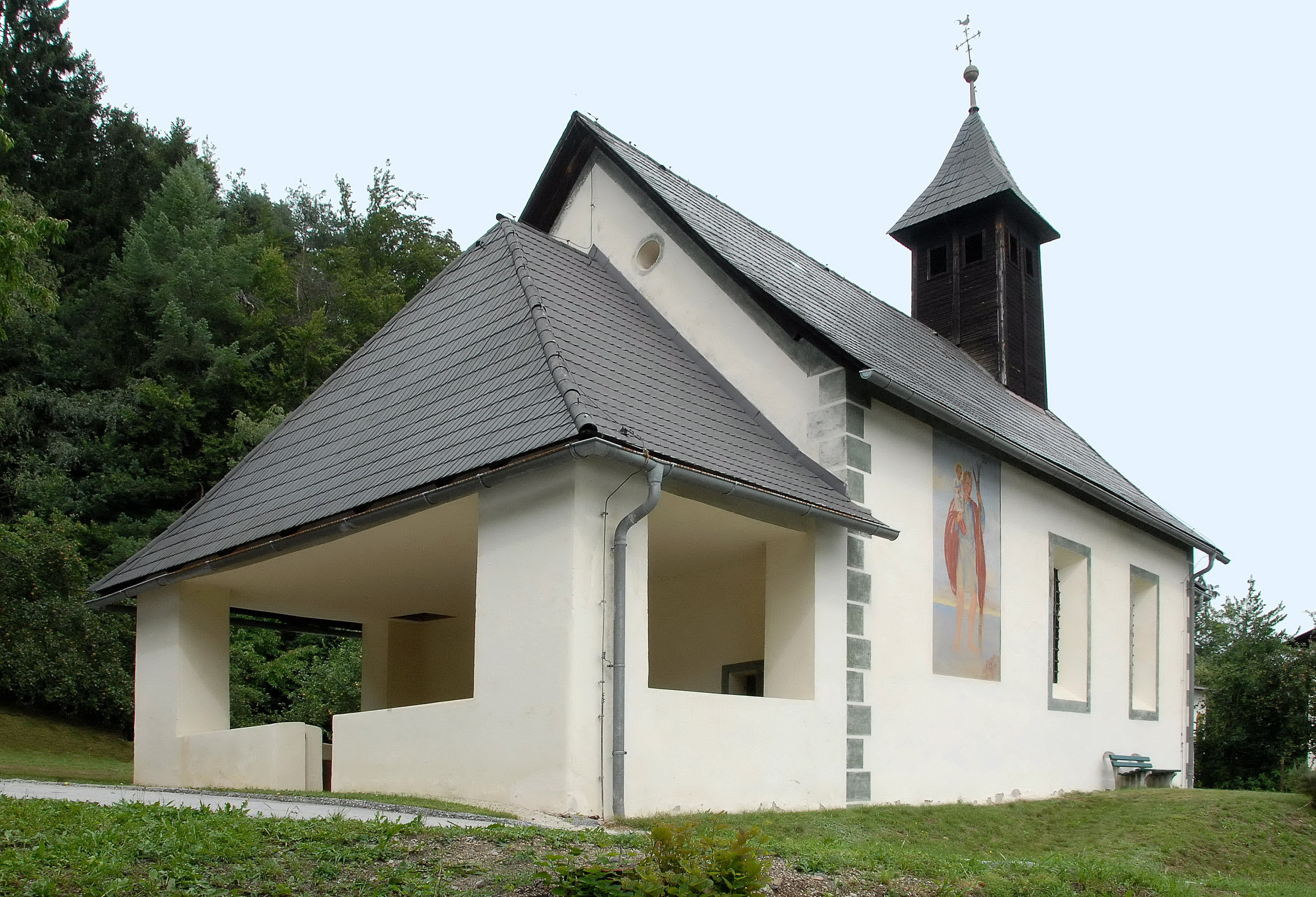
Tibitsch, Filialkirche heiliger Georg

Die Filialkirche Tibitsch ist eine römisch-katholische Kirche in Tibitsch (slow. Tibiče), einer Rotte am nördlichen Wörther-See-Ufer zwischen Velden und Pörtschach in der Kärntner Gemeinde Techelsberg am Wörther See (Bezirk Klagenfurt-Land), im Dekanat Klagenfurt-Land. Sie trägt das Patrozinium Hl. Georg. Die Kirche steht unter Denkmalschutz (Listeneintrag).

## Geschichte
Die Filialkirche hl. Georg wurde 1616 urkundlich erstmals erwähnt. 1991 erfolgte die Gesamtrestaurierung. Laut Schematismus der Diözese Gurk aus 1917/18 bzw. laut der Pfarrkarte der Diözese Gurk aus 1924 wird die Filialkirche von Tibitsch als „slowenisch“ geführt, was auch das Chronogramm (unten) sprachhistorisch kontextualisiert.

## Architektur

### Äußeres
Der kleine barocke Bau des 17. Jahrhunderts mit eingezogenem polygonalen Chor hat einen östlichen Dachreiter. Die Sakristei befindet sich an der Chor-Nord-Seite. Die westliche Vorlaube ruht auf gemauerten Pfeilern.

### Innenraum
Das Langhaus weist ein Tonnengewölbe mit drei Stichkappenpaaren auf sowie Stuckrahmenfelder im Gewölbescheitel. Die Fenster sind barock. Im Inneren befinden sich eine hölzerne West-Empore sowie ein rundbogiger Triumphbogen. Der Chor ist einjochig ausgeführt mit drei Achtel-Schluss und Kreuzgratgewölbe. Die Sakristei an der Chor-Nordseite ist ebenso kreuzgratgewölbt.

## Ausstattung
Der volkstümliche Hochaltar bezeichnet die Jahreszahl 1699 und wurde durch die Renovierung 1941 stark erneuert. Darin befindet sich eine Schnitzfigur des hl. Georg, seitlich gemalt ist die Verkündigung, im Aufsatz befinden sich Figuren der Heiligen Oswald, Florian, Josef. Im linken Seitenaltar ist ein Fresko Petrus vor Christus, umgeben von der Scheinarchitektur eines Altares aus dem 19./20. Jahrhundert. Seitlich davon befinden sich barocke Figuren der Heiligen Valentin, Silvester, Petrus und Paulus, welche im 19. Jahrhundert restauriert wurden. Der Seitenaltar ist aus der zweiten Hälfte des 17. Jahrhunderts mit barockisierender Madonnenfigur aus dem 19. Jahrhundert; im Aufsatz befindet sich die Figur der hl. Barbara. Die Kanzel ist aus der Mitte des 18. Jahrhunderts mit Evangelienbildern in den Brüstungsfeldern.

## Das barocke Chronogramm

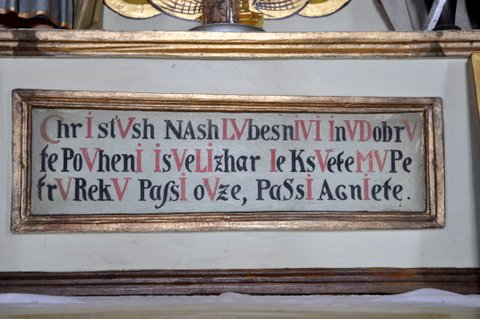
Chronogramm von Tibitsch/Tibiče um 1766

Ein barockes Chronogramm in slowenischer Sprache in der Filialkirche Tibitsch/Tibiče wurde nach Theodor Domej vom Pfarrer von St. Martin am Techelsberg/Šmartin na Teholici Jožef Primož Posačnik (1710–1787) um 1766 in Auftrag gegeben.
Dieses Chronogramm lautet:
„ChrIstVsh Nash LVbesnIVI InVDobrV // te PoVhenI IsVeLIzhar Ie KsVeteMVPe // trV RekV Pa∫sI oVze, PaSsI AgnIete.“
(= Christvsh nash lvbesnivi inv dobrvte povheni isvelizhar // je k svetemv Petrv rekv pa∫si ovze, passi agniete – deutsche Übersetzung: »Christus // unser der Güte-volle Erlöser der zum hl. Petrus sagte, // hüte die Schafe, hüte die Lämmer.« (Joh 21,15 )).
Die roten Lettern des Chronogramms ergeben nach Theodor Domej die Jahreszahl 1771.
Die kulturgeschichtliche Bedeutung dieses und zweier weiterer Chronogramme in slowenischer Sprache in Kärnten aus dem 18. Jahrhundert liegt darin, dass Chronogramme an sich Ausdruck einer höfischen Sprachkultur sind und nach Graf (Werland folgend) ein »Kind der Renaissance, groß geworden in der Barockzeit« sind. In Kärnten sind slowenische Chronogramme aus dem 18. Jahrhundert in drei Kirchenbauten erhalten, zwei nördlich des Wörthersees und eines im Gailtal. Ein weiteres Chronogramm ist aus dem 19. Jahrhundert und befindet sich in St. Ulrich/Šenturh bei Maria Rain auf der Sattnitz.
Die slowenischen bzw. slowenischsprachigen Chronogramme in Kärnten sind angesichts des sprachhistorischen Kontextes umso bemerkenswerter, als in der slowenischen regionalen Literatur- und Schriftsprache Mitte des 18. Jahrhunderts in der bedeutenden literarischen und von Autodidakten bzw. Volksdichtern getragenen Strömung des „bukovništvo“ noch Übersetzungen dominierten und erst gegen Ende des 18. Jahrhunderts die Strömung einen Höhepunkt im klassischen „bukovništvo“ mit Neukreationen erlebte (etwa mit Miha Andreaš (1762–1821), Andrej Šuster Drabosnjak (1768–1825), France Leder – Lisičjak (1833–1908)).
Zudem zählen die Chronogramme aus Tibitsch sowie vom Freskenzyklus zur hl. Barbara in St. Martin am Techelsberg und in der Filialkirche hl. Magdalena in Feistritz an der Gail zu den ältesten slowenischen Inschriften im öffentlichen Raum in Kärnten.